# Hagsätra
Hagsätra – dzielnica (stadsdel) Sztokholmu, położona w jego południowej części (Söderort) i wchodząca w skład stadsdelsområde Enskede-Årsta-Vantör. Graniczy z dzielnicami Älvsjö, Örby i Rågsved oraz z gminą Huddinge.
Według danych opublikowanych przez gminę Sztokholm, 31 grudnia 2020 r. Hagsätra liczyła 9752 mieszkańców. Powierzchnia dzielnicy wynosi 1,71 km².
Hagsätra jest początkową/końcową stacją na zielonej linii (T19) sztokholmskiego metra.